# Christopher Gartin
Christopher Russell Gartin (New York, 12 januari 1975) is een Amerikaans acteur.

## Biografie
Gartin begon  in 1983 met acteren in de film No Big Deal. Hierna heeft hij nog meerdere rollen gespeeld in films en televisieseries zoals Tremors 2: Aftershocks (1996), M.A.N.T.I.S. (1994-1997), True Blood (2009), Black Swan (2010) en Shameless (2011-2012).
Gartin is getrouwd geweest en heeft hieruit twee kinderen.

## Filmografie

### Films
Uitgezonderd korte films.
- 2021 Let Us In - als Mark Sparks
- 2021 Ultrasound - als senator Harris
- 2017 Mother! - als volwassene
- 2016 Is That a Gun in Your Pocket? - als Harlan
- 2014 37 - als Dan O'Banion
- 2014 Transcendence - als coördinator conferentie
- 2014 Touched - als ??
- 2011 Son of Morning – als Henchy
- 2010 Love Shack – als Greg Lillihammer
- 2010 Black Swan – als sexy ober Scott
- 2009 The Goods: Live Hard, Sell Hard – als echtgenoot
- 2008 Hostelsuckers – als Brad Wyner
- 2008 Sweet Nothing in My Ear – als Dr. Weisman
- 2006 Jane Doe: The Harder They Fall – als Doug Maynard
- 2005 Flightplan – als Mike
- 2005 Hitched – als ??
- 2003 As Virgins Fall – als Ritchie Goldstein
- 2003 Splitsville – als ??
- 2001 Friends and Family – als Danny Russo
- 2001 Me & My Needs – als ??
- 1998 How to Make the Cruelest Month – als Dr. Rutledge
- 1996 Johns – als Eli
- 1996 Tremors 2: Aftershocks – als Grady Hoover
- 1991 The Story Lady – als Scott
- 1991 Changes – als Mark Hallam
- 1990 Matters of the Heart – als Steven Harper
- 1989 Parent Trap III – als David
- 1984 Firstborn – als Adam
- 1983 No Big Deal – als Michael Parker

### Televisieseries
Uitgezonderd eenmalige gastrollen.
- 2014 - 2015 Perception - als pastoor Pat - 4 afl.
- 2014 Rush - als Max Zarella - 2 afl.
- 2011 – 2012 Shameless – als Chip Lishman – 2 afl.
- 2009 True Blood – als Hugo – 3 afl.
- 2007 Side Order of Life – als Rick Purdy – 13 afl.
- 2005 The Bad Girl's Guide – als Doug – 2 afl.
- 1994 – 1997 M.A.N.T.I.S. – als Taylor Butler – 13 afl.
- 1994 Melrose Place – als Ted Ramsey – 2 afl.
- 1988 Aaron's Way – als Mickey Lo Verde – 14 afl.

### Computerspellen
- 2008 CSI: NY – als Dan Coleman
- 1995 Johnny Mnemonic: The Interactive Action Movie – als Johnny

- Biblioteca Nacional de España: XX1266760
- Bibliothèque nationale de France: cb14180410z (data)
- Gemeinsame Normdatei: 1142419746
- International Standard Name Identifier: 0000 0003 9240 416X
- Library of Congress Control Number: no2018158602
- Virtual International Authority File: 286449942
- WorldCat: E39PBJdgWfpHyqJ3JDXvYFKjmd